# Votomita
Votomita es un género  de plantas perteneciente a la familia Memecylaceae. Comprende 10 especies descritas y de estas, solo 8 aceptadas.

## Taxonomía
El género fue descrito por Jean Baptiste Christophore Fusée Aublet y publicado en Histoire des Plantes de la Guiane Françoise 1: 90–91, t. 35. 1775. La especie tipo es: Votomita guianensis Aubl.

## Especies aceptadas
A continuación se brinda un listado de las especies del género Votomita aceptadas hasta febrero de 2013, ordenadas alfabéticamente. Para cada una se indica el nombre binomial seguido del autor, abreviado según las convenciones y usos:	
- Votomita cupuliformis Morley & Almeda
- Votomita guianensis Aubl.
- Votomita monadelpha (Ducke) Morley
- Votomita monantha (Urb.) Morley
- Votomita orinocensis Morley
- Votomita plerocarpa (Morley) Morley
- Votomita pubescens Morley
- Votomita ventuarensis Morley